# العبرات (مناخة)

تعديل مصدري - تعديل

العبرات هي إحدى قرى عزلة بني مقاتل بمديرية مناخة التابعة لمحافظة صنعاء، بلغ تعداد سكانها 194 نسمة حسب تعداد اليمن لعام 2004.